# Antonio Pini-Corsi
Antonio Pini-Corsi (Zara, giugno 1858 (1859?) – Milano, 22 aprile 1918) è stato un baritono italiano.
Aveva una voce dal timbro maturo di grande flessibilità, capace di gestire tempi veloci e rapide successioni di motivi ritmici. Pini-Corsi partecipò a numerose première, creando ruoli come quelli di Ford in Falstaff di Giuseppe Verdi e di Schaunard nella Bohème di Giacomo Puccini. Fece parte della prima generazione di musicisti che poterono registrare le loro interpretazioni, e fu uno dei migliori buffi della sua epoca.

## Biografia
Pini-Corsi nacque a Zara in una famiglia di musicisti. Molti dei suoi parenti furono cantanti professionisti, in particolare il fratello Gaetano, che fu un tenore di successo. Debuttò a Cremona nel 1878, come Dandini nella Cenerentola. Nei successivi quindici anni cantò in numerosi teatri italiani, specializzandosi nelle opere comiche di Rossini e Donizetti. Al Teatro La Fenice di Venezia nel 1891 è Dandini ne La Cenerentola. Debuttò alla Scala nel 1892 come Don Roldano Ximenes nella prima esecuzione della versione riveduta del Cristoforo Colombo di Alberto Franchetti.
Era ormai nel pieno della carriera. Nel 1893 tornò alla Scala per interpretare il protagonista del Rigoletto di Giuseppe Verdi con Nellie Melba come Gilda. Poco dopo, il 9 febbraio 1893, nello stesso teatro interpretò Ford nella première dell'ultima opera di Verdi, Falstaff, per volere del compositore, che ne ammirava l'abilità vocale e le capacità sceniche. Nel corso di quello stesso anno cantò il ruolo di Ford a Genova, Roma, Venezia (con Victor Maurel, Giuseppina Pasqua, Edoardo Garbin, Emma Zilli, Adelina Stehle e Virginia Guerrini diretto da Edoardo Mascheroni nella trasferta scaligera) e Brescia. Fece anche un'apparizione alla Staatsoper di Vienna.
Il 14 maggio 1894 debuttò al Covent Garden come Lescaut nella Manon Lescaut di Giacomo Puccini. Cinque giorni dopo nello stesso teatro interpretò Ford nella prima produzione locale di Falstaff . Nel 1895 si unì alla compagnia dell'Opera di Montecarlo, cantandovi irregolarmente per due anni. Il 1º febbraio 1896 Pini-Corsi interpretò il ruolo di Schaunard nella première della Bohème di Puccini al Teatro Regio di Torino. In seguito riprese il ruolo in diverse produzioni in tutta Italia. Apparve in un'altra nuova opera di Franchetti, Il signor di Pourceaugnac, a Genova e Roma nel 1898.
L'anno successivo, l'11 ottobre 1899, debuttò negli Stati Uniti, cantando con grande successo per il Metropolitan di New York, come Dr. Bartolo nel Barbiere di Siviglia con Marcella Sembrich diretto da Luigi Mancinelli al Court Square Theatre di Springfield. 
Cantò per il Metropolitan nei successivi due anni, interpretando Dr. Bartolo in Le nozze di Figaro con Édouard de Reszke, Masetto/Leporello in Don Giovanni con Antonio Scotti, il protagonista in Don Pasquale, Cajus in Die lustigen Weiber von Windsor, diretto da Emil Paur, Monostatos nel Flauto magico, Alfio in Cavalleria rusticana con Louise Homer ed il Sagrestano in Tosca con Giuseppe Cremonini.
Nel 1902, Pini-Corsi tornò in Italia, dove trascorse sette anni, esibendosi principalmente alla Scala. In particolare prese parte alle prime esecuzioni di Siberia di Umberto Giordano (1903) e di La figlia di Iorio di Franchetti (1906), e apparve nella Wally di Catalani (1905) e in Der Freischütz (1906). Fu anche ospite dell'Opera di Montecarlo, dove apparve in spettacoli del 1903, 1907 e 1909. Nel 1907 si esibì all'Opera di stato di Berlino e nel 1908 recitò in diverse opere in tutto il Sud America, comparendo anche in spettacoli al Teatro Colón di Buenos Aires. Nello stesso anno fece anche alcune apparizioni alla Staatsoper di Vienna. Nel 1909 cantò Don Pasquale per la Boston Opera Company, con Alice Nielsen come Norina.
Il 16 novembre 1909 Pini-Corsi tornò al Metropolitan per interpretare il ruolo del Bailli (ll podestà) in Werther con Geraldine Farrar ed Alma Gluck. 
Rimase con il Metropolitan fino al 22 aprile 1914, comparendo in numerose première, e tra gli altri creò il ruolo del monaco in Cyrano di Walter Damrosch, quello di Happy nella Fanciulla del West con Enrico Caruso diretto da Arturo Toscanini, quello dell'albergatore Innkeeper in Königskinder di Engelbert Humperdinck diretto da Alfred Hertz, e quello di Mauprat in Madeline di Victor Herbert diretto da Giorgio Polacco. Apparve anche nelle prime rappresentazioni americane di due opere di Ermanno Wolf-Ferrari, come Arnolfo in L'amore medico diretto da Toscanini e come Pantalone ne Le donne curiose diretto da Toscanini, e come Crisogono in quella di Germania di Franchetti con Caruso e Pasquale Amato diretto da Toscanini.
Tra gli altri ruoli ricoperti al Metropolitan Alcindoro, Schaunard e Benoit nella Bohème con Alessandro Bonci, Barnaba in Le maître de chapelle con Angelo Badà, Dr. Dulcamara ne L'elisir d'amore, Don Pasquale, Ford in Falstaff diretto da Toscanini, Geronte in Manon Lescaut con Lucrezia Bori e Caruso diretto da Toscanini, Larivaudière in La fille de madame Angot di Charles Lecocq con Frances Alda, il guardiano notturno nei Maestri cantori diretto da Toscanini, il sagrestano in Tosca e Sir Tristram in Martha raggiungendo 275 recite al Met.
Pini-Corsi tornò in Italia nel 1914. Nuovamente al Teatro La Fenice nel giugno 1914 è Lunardo ne I quatro rusteghi ed in dicembre Don Pasquale. Nel 1915 cantò Don Pasquale e Dulcamara al Teatro Regio di Parma. La sua ultima apparizione fu nel 1917 al Teatro Dal Verme di Milano nel Signor Bruschino di Rossini, e la sua voce, anche se non potente e sicura come quaranta anni prima, era ancora agile e impiegata con la stessa acuta intelligenza che aveva sempre contraddistinto le sue prestazioni. La sua voce può essere ascoltata in alcune registrazione realizzate nei primi anni del XX secolo. Scrisse una canzone, "Tu non mi vuoi più bene", che venne incisa da Enrico Caruso.

## Ruoli creati
- Ford in Falstaff di Verdi (9 Febbraio 1893, Milano)
- Schaunard ne La bohème di Puccini (1 Febbraio 1896, Torino)
- Miskinski in Siberia di Giordano (19 Dicembre 1903, Milano)
- Happy ne La fanciulla del West di Puccini (10 Dicembre 1910, New York)
- L'Oste in Königskinder di Humperdinck (28 Dicembre 1910, New York)